# 抗日联合县
抗日联合县、联合县:35，是中国共产党在抗日战争时期创造的一种特殊县制。第二次国共内战时期沿用，称为边区县。
1937年7月七七事变后，抗日战争全面爆发。侵华日军以北平、天津为据点，沿平绥、同蒲、平汉、正太、津浦等铁路干线，侵占华北地区。同时，中国共产党开创晋察冀边区，在华北地区开展游击战。联合县这一特殊的县制正是由晋察冀边区应对战争形势创制的:34。通常在几个县连接的边缘地带建立根据地，新设县县名一般由原县名第一个字组成。
第二次国共内战时期沿用。当时，国民政府控制县城和交通要道，中国共产党就在农村地区开辟解放区，新设各级政权。后随着，中国共产党取得战争胜利，解放区范围扩大，撤销边区县，归还原有建制。